# 겜 아처
콜린 머리 아처(Colin Murray Archer, 1966년 12월 7일 ~ ), 혹은 겜 아처(Gem Archer)는 영국 더럼 출신의 음악가이다. 헤비 스테레오와 오아시스로의 활동으로 가장 잘 알려져 있다. 그는 1999년 11월, 오아시스의 리듬 기타리스트로 가입했다. 이후 시간이 지날수록 리드 기타리스트인 노엘 갤러거와의 파트 장벽이 허물어지면서 많은 곡의 기타솔로를 담당하게 되었다. 오아시스의 앨범에 포함된 몇몇 곡을 작곡하기도 했다. 현재는 오아시스의 전 멤버인 리암 갤러거, 앤디 벨, 크리스 샤록과 함께 새 밴드 비디 아이의 앨범을 녹음하고 있다.